# Operational Suitability Test Facility
Die Operational Suitability Test Facility (OSTF) ist eine nicht mehr genutzte Startanlage auf der Vandenberg AFB für die Titan I. 
Die Bauarbeiten an diesem Silo begannen im Juni 1959. Die OSTF sollte der Prototyp für die späteren operativen Raketenkomplexe für die Titan I werden. Es handelt sich um einen Silo-Lift-Komplex, das heißt die Rakete wird vertikal gelagert und vor dem Start hydraulisch aus dem Silo gefahren und an der Oberfläche gestartet. Im Gegensatz zu den operativen Startkomplexen der Titan I sowie dem ab 1959 im Bau befindlichen Komplex 395-A verfügte die OSTF nur über ein Silo und ein oberirdisches Startkontrollzentrum. Die OSTF sollte im Wesentlichen die Bodenausrüstung und die Prozeduren zur Handhabung der Titan I am Boden qualifizieren. Die Anlage wurde im Januar 1960 von der US Air Force für die Testaufgaben abgenommen und zunächst ein Modell einer Titan I in Originalgröße für Betankungstests installiert. Im Oktober 1960 wurde die Titan I mit der Bezeichnung V-2 im Silo montiert und Handhabungsübungen mit der echten Rakete durchgeführt. 
Am 3. Dezember 1960 wurde eine volle Übung eines Abschusses bis kurz vor dem Zünden der Rakete durchgeführt. Erst beim neunten Versuch klappte der Test, die Rakete wurde mit Sauerstoff betankt (Kerosin befand sich bereits an Bord) und mittels des Liftsystems an die Oberfläche gefahren. Nach erfolgreichem Test sollte die Rakete wieder ins Silo abgesenkt werden, der Lift versagte aber und schlug mitsamt der vollgetankten Rakete am Siloboden auf. Bei der dadurch verursachten Explosion wurde der Startkomplex weitgehend zerstört. Es gab keine Opfer zu beklagen. Die US Air Force verwarf eine Wiederinstandsetzung.